# ياسو سوزوكي
ياسو سوزوكي (鈴木 保 男) ولد 30 أبريل 1913، هو لاعب كرة قدم ياباني سابق، شارك في دورة الألعاب الاولمبية الصيفية للعام 1936 في برلين.

## روابط خارجية
1. ↑  Olympedia (بالإنجليزية), 2006, QID:Q95606922
2. ↑  "معلومات عن ياسو سوزوكي على موقع static.fifa.com". static.fifa.com. مؤرشف من الأصل في 2019-06-02.
3. ↑  "معلومات عن ياسو سوزوكي على موقع national-football-teams.com". national-football-teams.com. مؤرشف من الأصل في 2020-03-14.
4. ↑  "معلومات عن ياسو سوزوكي على موقع sports-reference.com". sports-reference.com. مؤرشف من الأصل في 2017-08-31.

- ياسو سوزوكي على موقع الاتحاد الدولي (مؤرشف)  (الإنجليزية)
- ياسو سوزوكي على موقع ناشيونال فوتبول تيمز (الإنجليزية)
- ياسو سوزوكي على موقع عالم كرة القدم.نت (الإنجليزية)
- ياسو سوزوكي على موقع أوليمبيديا (الإنجليزية)